# Melanodryas cucullata
La petroica dal cappuccio (Melanodryas cucullata (Latham, 1802)) è un piccolo uccello della famiglia dei Petroicidi originario dell'Australia. Come molte specie dai colori brillanti della famiglia cui appartiene, presenta un certo dimorfismo sessuale: il maschio, infatti, indossa un variopinto piumaggio bianco e nero, mentre la femmina è di un grigio-marrone scialbo.

## Tassonomia
Come tutti i Petroicidi, detti anche pettirossi australasiatici, non è affatto imparentata con il pettirosso europeo né con il pettirosso americano, ma appartiene al parvordine dei Corvida, che comprende molti Passeriformi tropicali e australiani, tra i quali i Pardalotidi, i Maluridi, i Melifagidi e i Corvidi. Considerata originariamente una stretta parente dei pigliamosche del Vecchio Mondo, venne descritta con il nome di Muscicapa cucullata dall'ornitologo John Latham nel 1802. Denominata successivamente Grallina bicolor da Nicholas Aylward Vigors e Thomas Horsfield, è stata classificata per molti anni nel genere Petroica prima di essere trasferita in Melanodryas.
Attualmente ne vengono riconosciute quattro sottospecie, una delle quali estintasi in tempi recenti:
- M. c. melvillensis † (F. R. Zietz, 1914) (isole di Melville e di Bathurst, al largo delle coste settentrionali dell'Australia);
- M. c. picata Gould, 1865 (Australia settentrionale e centro-orientale);
- M. c. cucullata (Latham, 1802) (Australia sud-orientale);
- M. c. westralensis (Mathews, 1912) (Australia sud-occidentale, centro-meridionale e meridionale).

## Descrizione
La petroica dal cappuccio misura circa 16 cm di lunghezza. Il maschio presenta una caratteristica colorazione bianconera, con testa e collo (il «cappuccio») neri, petto e regioni inferiori bianche e ali nere con barre bianche. Anche occhi, becco e zampe sono neri. La femmina ha regioni superiori grigio-marroni, gola grigio chiaro e regioni inferiori più chiare, con ali marrone scuro e barre alari bianche. I giovani sono simili alle femmine.

## Distribuzione e habitat
È diffusa in gran parte del continente australiano, sebbene sia del tutto assente dalla penisola di Capo York e dalla Tasmania; predilige le zone di vegetazione arbustiva di tipo mediterraneo.

## Biologia
La stagione della nidificazione va da luglio a novembre e ciascuna coppia può avere anche due covate. Il nido è una struttura a forma di coppa fatta di morbidi fili d'erba secchi e corteccia, tenuta insieme e imbottita da tela di ragno, piume e peli. È posto generalmente in una spaccatura o una cavità del tronco, o alla biforcazione di un albero. Ciascuna covata consiste generalmente di due uova di 21×16 mm, di colore verde oliva o verde-azzurro chiaro, con macchie e chiazze più scure.

## Conservazione
La petroica dal cappuccio non compare sull'elenco delle specie australiane minacciate, redatto nel 1999. Tuttavia, il suo stato di conservazione varia da uno Stato all'altro del Paese. Ad esempio, sull'elenco delle specie in pericolo del Victoria del 1988, era classificato tra le specie «minacciate». Proprio per questo motivo, nello Stato vennero introdotte campagne di protezione per questo animale, con un buon risultato, tanto che nell'elenco delle specie in pericolo del 2007 la specie figurava già come «prossima alla minaccia».